# Johann Conrad Dorner
Johann Conrad Dorner (né le 5 août 1809, mort le 30 juin 1866) était un peintre autrichien.

## Biographie

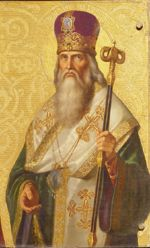
Le patriarche Taraise de Constantinople (peint vers 1850)

Johann Conrad Dorner est né à Egg, près de Bregenz, en 1810. Il étudie la peinture historique avec Cornelius. En 1836, il se rend à Saint-Pétersbourg où il peint de nombreux portraits et retables . Il revient ensuite à Munich et puis se rend en 1860 à Rome, où il meurt quelques années plus tard en 1866.
Il a exécuté ses meilleures œuvres lors de son séjour dans la ville italienne, principalement à caractère religieux. Plusieurs de ses oeuvres, Une Vierge et son Enfant, avec saint Jean et un Christ enfantin, se trouvent aujourd'hui à la Pinacothèque de Munich.